# The Walking Dead : L'Ultime Saison
The Walking Dead : L'Ultime Saison (The Walking Dead: The Final Season) est un jeu vidéo d'aventure développé et édité par Telltale Games puis repris par Skybound Games en octobre 2018. Le jeu est commercialisé au format épisodique à partir du 14 août 2018 sur Windows, PlayStation 4, Xbox One, et Nintendo Switch,.

## Histoire
Dans cette saison, le joueur incarne Clementine (Melissa Hutchison), qui doit encore et toujours survivre aux rôdeurs avec Alvin Junior (Taylor Parks). Le duo trouve refuge dans une école dans laquelle se trouve un groupe d'adolescents.

## Développement
The Walking Dead : L'Ultime Saison est annoncé en juillet 2017 durant la San Diego Comic-Con et sert de conclusion à la franchise The Walking Dead: A Telltale Games Series qui a débuté en 2012. Contrairement à la précédente saison, Clementine redevient le personnage jouable tandis que l'actrice Melissa Hutchison est confirmée pour reprendre le rôle.
En juin 2018, le studio annonce que le premier épisode sortira le 14 août 2018. De plus, il est annoncé qu'il s'agira du premier opus de la série à être doublé.
À la suite de l'annonce de la fermeture du studio Telltale Games en septembre 2018, l'avenir du jeu était incertain et plusieurs rumeurs annonçaient que le jeu comporterait que 2 épisodes au lieu de 4. Finalement, les épisodes 3 et 4 de cette dernière saison seront développés par Skybound Games.

### Personnages
- Clémentine (Melissa Hutchison) : est le personnage incarné par le joueur. Elle a maintenant seize ans et protège Alvin Jr. comme Lee avec elle.
- Alvin Jr. (Tayla Parx) : est un jeune garçon de huit ans et le protégé de Clémentine.
- Lilly (Nicki Rapp) : est un personnage disparu de la saison 1 et antagoniste principal du jeu vidéo. C'est aussi une dirigeante du Delta.
- Louis (Sterling Sulieman) : est un survivant enthousiaste et humoristique.
- Violet (Gideon Adlon) : est une survivante adolescente cynique et réservée.
- Marlon (Ray Chase) : est un adolescent qui est aussi le leader de l'école Ericson. Bienveillant, il est aussi lâche et indécis.
- Abel (Alex Fernandez) : est le bras droit de Lilly et membre du Delta.
- Tennessee (Zaire Hampton) : est un jeune garçon idéaliste qui aime dessiner. Ses sœurs jumelles ont disparu depuis un an.
- James (Johnny Yong Bosch) : est un ancien Chuchoteur qui survit seul. Il a un comportement très pacifiste et refuse de tuer les Rôdeurs.
- Minerva (Cherami Leigh) : est une des sœurs de Tenn présumée disparue.
- Brody (Hedy Burress) : est une survivante à l'école Ericson.
- Aasim (Ritesh Rajan) : est un adolescent pragmatique qui vit à l'école Ericson.
- Ruby (Ali Hillis) : une adolescente qui est sert aussi de médecin à l'école Ericson.
- Mitch (Robbie Daymond) : est un adolescent qui vit à l'école Ericson. Il fabrique des outils et des armes pour son groupe.
- Willy (Justin Cowden) : est un jeune survivant qui vit à l'école Ericson. Il sert de sentinelle.
- Omar (Keith Silverstein) : est un adolescent qui vit à l'école Ericson et c'est aussi le cuisinier du groupe.

## Dates de sorties
- Épisode 1, Un nouveau refuge (Done Running) : 14 août 2018

- Épisode 2, Les Enfants perdus (Suffer the Children) : 25 septembre 2018

- Épisode 3, Innocence brisée (Broken Toys) : 15 janvier 2019

- Épisode 4, Retrouvailles (Take Us Back) : 26 mars 2019